# قلعه سراغنه
قلعه سراغنه (به عربی: قلعة السراغنة, lit. "The Castle of Seraghna") یک شهر در مراکش با جمعیت ۶۸٬۶۹۴ نفر است که در استان قلعه سراغنه واقع شده‌است.